# Дюс Бигалоу: Европейското жиголо
„Дюс Бигалоу: Европейското жиголо“ (на английски: Deuce Bigalow: European Gigolo) е американска секс комедия от 2005 г. и е продължение на „Дюс Бигалоу: Мъжкото жиголо“ (1999) от „Хепи Медисън Продъкшънс“. Режисьор е Майк Бигелоу, сценарият е на Роб Шнайдер, Дейвид Гарет и Джейсън Уорд, и участват Шнайдер, Еди Грифин и Йерун Крабе. За разлика от „Мъжкото жиголо“, който е разпространен от етикета на „Дисни“ – „Тъчстоун Пикчърс“, „Европейското жиголо“ е разпространен от „Сони Пикчърс Релийзинг“ чрез „Кълъмбия Пикчърс“.